# Camurac
Camurac là một xã trong vùng hành chính Occitanie, thuộc tỉnh Aude, quận Limoux, tổng Belcaire. Tọa độ địa lý của xã là 42° 47' vĩ độ bắc, 01° 54' kinh độ đông. Camurac nằm trên độ cao trung bình là 1449 mét trên mực nước biển, có điểm thấp nhất là 1134 mét và điểm cao nhất là 1764 mét. Xã có diện tích 11,61 km², dân số vào thời điểm 1999 là 132 người; mật độ dân số là 11,37 người/km².

## Thông tin nhân khẩu
| 1962 | 1968 | 1975 | 1982 | 1990 | 1999 |
| ---- | ---- | ---- | ---- | ---- | ---- |
| 141  | 160  | 176  | 134  | 149  | 132  |

## Địa điểm tham quan
- Lâu đài Camurac (Chateau de Camurac) thế kỉ thứ 16.